# David Lincoln Rabinowitz
David Lincoln Rabinowitz (1960) è un astronomo statunitense.
| 90377 Sedna           | 14 novembre 2003 |
| 90482 Orcus           | 17 febbraio 2004 |
| 136199 Eris           | 21 ottobre 2003  |
| 136472 Makemake       | 31 marzo 2005    |
| 225088 Gonggong       | 17 luglio 2007   |
| 229762 Gǃkúnǁʼhòmdímà | 19 ottobre 2007  |

Ricercatore dell'Università Yale, è attivo nello studio della fascia di Edgeworth-Kuiper e del sistema solare esterno. È membro dell'Unione Astronomica Internazionale,
Gli è stato dedicato l'asteroide 5040 Rabinowitz.
Complessivamente il Minor Planet Center gli accredita la scoperta di trentadue asteroidi, effettuate tra il 1998 e il 2010, la maggior parte in cooperazione con altri astronomi: Michael E. Brown, Megan E. Schwamb, James Vernon Scotti, Suzanne W. Tourtellotte, Chad Trujillo. Alcuni tra questi sono stati identificati come pianeti nani.
Inoltre come membro del team Spacewatch ha partecipato alla scoperta di 5145 Pholus.